# Oncocnemis wilsonensis
Oncocnemis wilsonensis är en fjärilsart som beskrevs av Hill 1924. Oncocnemis wilsonensis ingår i släktet Oncocnemis och familjen nattflyn. Inga underarter finns listade i Catalogue of Life.